# Сухой Нос (Новая Земля)
Сухой Нос — мыс на острове Северный архипелага Новая Земля, принадлежащего Российской Федерации. Мыс находится на юго-западе острова, в 50 км от входа в Маточкин Шар, который разделяет Северный и Южный острова. Мыс Сухой Нос состоит из чёрных и красноватых глинистых сланцев. У его северной стороны находятся подводные отмели. На обрывистых утёсах гнездится масса птиц, в особенности — гагар.
Известен по испытаниям ядерного оружия Советским Союзом. Был третьим полигоном из трёх на двух островах Новой Земли, при этом был самым северным. Использовался с 1958 года по 1962-й, когда здесь была взорвана «Царь-бомба» и ещё четыре наиболее мощных заряда в истории:
| Дата (GMT)        | Тротиловый эквивалент (Мт) | Доставка         | Страна         | Полигон     | Название или номер       |
| ----------------- | -------------------------- | ---------------- | -------------- | ----------- | ------------------------ |
| 30 октября, 1961  | 58.6                       | парашютный сброс | Советский Союз | Новая Земля | Царь-бомба, Испытание130 |
| 24 декабря, 1962  | 24.2                       | боеголовка МБР   | Советский Союз | Новая Земля | Испытание 219            |
| 5 августа, 1962   | 21.1                       | сброс            | Советский Союз | Новая Земля | Испытание 147            |
| 27 сентября, 1962 | 20.0                       | сброс            | Советский Союз | Новая Земля | Испытание 174            |
| 25 сентября, 1962 | 19.1                       | сброс            | Советский Союз | Новая Земля | Испытание 173            |